# Louis L. Wilson Jr.

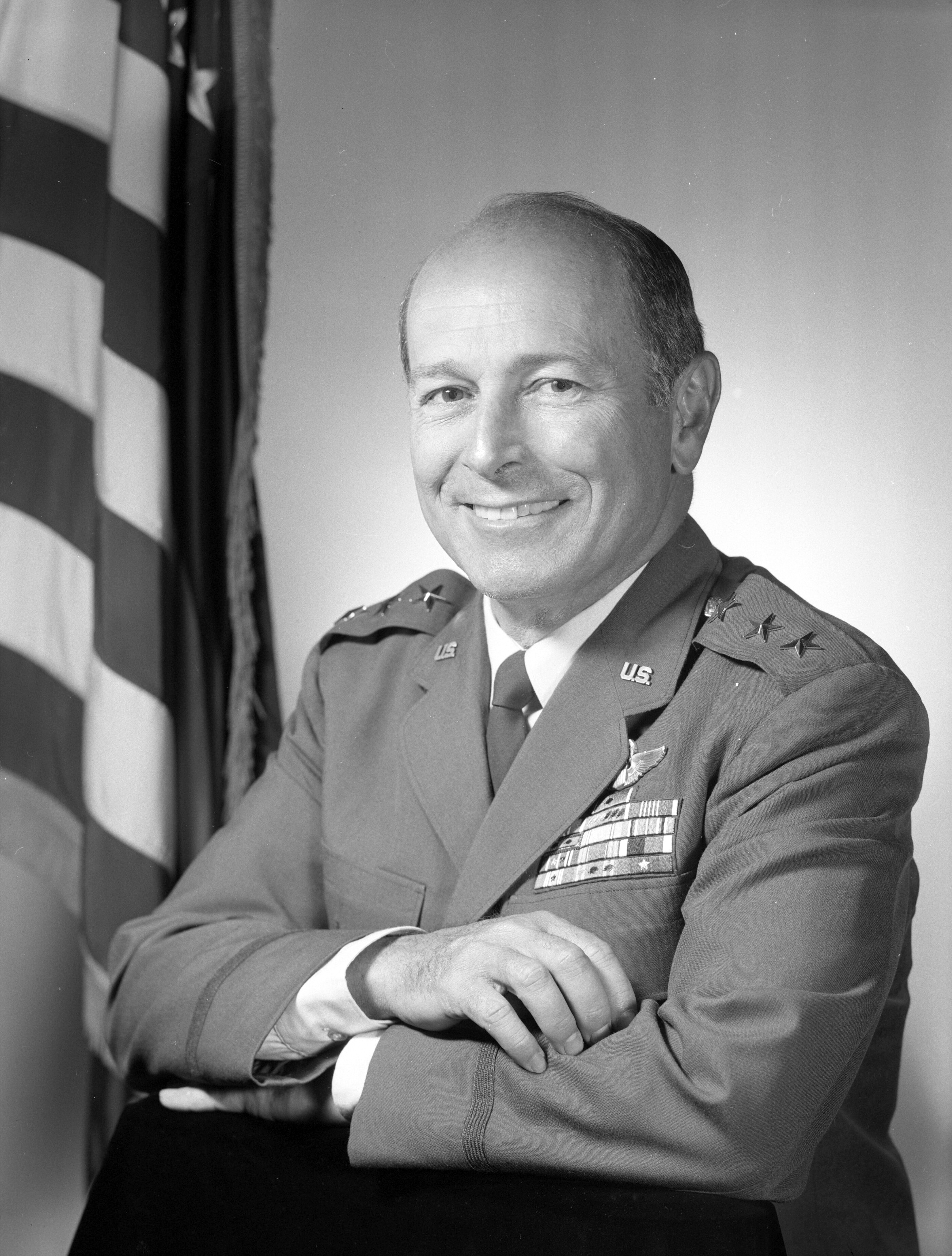
Louis L. Wilson Jr. (1971)

Louis Locke Wilson Jr. (* 10. Januar 1919 in Huntington, Cabell County, West Virginia; † 25. Juni 2010 in Tucson, Pima County, Arizona) war ein General der United States Air Force. Er war unter anderem Kommandeur der Pacific Air Forces.
Er war ein Sohn von Louis Locke Wilson Sr. (1891–1985) und dessen Frau Lillian Margaret Dorsey (1896–1960) und besuchte die öffentlichen Schulen seiner Heimat und die Greenbrier Military School in Lewisburg, ebenfalls in West Virginia. Er trat dann der United States Army bei und war dort für ein Jahr einfacher Soldat der Infanterie. Im Januar 1943 beendete er sein Studium an der United States Military Academy in West Point. Nach seiner Graduation wurde er als Leutnant den United States Army Air Forces zugeteilt. In der Armee bzw. ab 1947 in der United States Air Force durchlief er anschließend alle Offiziersränge vom Leutnant bis zum Vier-Sterne-General.
Im Lauf seiner militärischen Karriere absolvierte Louis Wilson verschiedene Kurse und Schulungen. Dazu gehörten unter anderem eine Pilotenausbildung und Weiterbildungen als Pilot auf neueren Flugzeugtypen. Ab Oktober 1943 wurde er im Zweiten Weltkrieg auf dem europäischen Kriegsschauplatz eingesetzt und in England stationiert. Von dort flog er militärische Einsätze nach Deutschland. Er war mit einer Einheit auch an den Luftoperationen im unmittelbaren Vorfeld der Alliierten Landung in der Normandie beteiligt. Später gehörte seine Schwadron zu den Lufteinheiten, die den Vormarsch der Bodentruppen durch Frankreich in Richtung Deutschland unterstützten. Wilson brachte es dabei auf 114 Kampfeinsätze. Bis zum Kriegsende stieg er bis zum Staffelkapitän der 367th Fighter Squadron auf.
Im Jahr 1947 wurde Louis Wilson in die neugegründete United States Air Force übernommen. Von 1945 bis zum Ende der 1950er Jahre war Wilson an verschiedenen Standorten in den Vereinigten Staaten stationiert. Dabei war er als Pilot, Stabsoffizier und Kommandeur in verschiedenen Einheiten tätig. Im Oktober 1960 erhielt er das Kommando über das 4081. strategische Geschwader (4081st Strategic Wing), das auf der Ernest Harmon Air Force Base in Stephenville (Neufundland) stationiert war. Zwei Jahre später wurde er zur Offutt Air Force Base in Nebraska versetzt. Dort leitete er die Planungsabteilung des United States Strategic Commands.
Im August 1964 folgte eine Versetzung zum Stab des Hauptquartiers der Luftwaffe, wo er vier Jahre lang an Planungen für verschiedene Flugzeugtypen und interkontinentalen Waffen beteiligt war. Im August 1968 wurde er nach Kalifornien auf die Los Angeles Air Force Base versetzt, wo er zwei Jahre lang stellvertretender Kommandeur des Space Systems Commands war. Im Juli 1970 wurde Louis Wilson Kommandeur des Space and Missile Test Centers (SAMTEC), das auf der Vandenberg Space Force Base ebenfalls in Kalifornien ansässig war.
Von 1971 bis 1973 war er Generalinspekteur der amerikanischen Luftwaffe (Inspector General of the Air Force). Danach wurde er auf die Ramstein Air Base in Deutschland versetzt, wo er stellvertretender Kommandeur der United States Air Forces in Europe und der NATO-Einheit Allied Air Command wurde. Daran schloss sich eine Versetzung zur Hickham Air Base auf Hawaii an. Dort wurde er am 1. Juli 1974 als Nachfolger von John W. Vogt Jr. neuer Kommandeur der Pacific Air Forces. Dieses Amt hatte er bis zum 3. Juni 1977 inne als James A. Hill seine Nachfolge antrat. Anschließend schied er aus dem aktiven Militärdienst aus.
Louis Wilson verbrachte seinen Lebensabend in Tucson in Arizona. Dort betrieb er eine Pferde- und Rinderzucht. Der seit 1949 mit Lillian Margaret Dorsey (1896–1960) verheiratete Offizier starb am 25. Juni 2010 und wurde auf dem Friedhof der United States Air Force Academy in Colorado Springs in Colorado beigesetzt.

## Orden und Auszeichnungen
Louis Wilson erhielt im Lauf seiner militärischen Laufbahn unter anderem folgende Auszeichnungen:
- Air Force Distinguished Service Medal
- Legion of Merit
- Distinguished Flying Cross
- Air Medal
- Army Commendation Medal
- Presidential Unit Citation
- Kriegskreuz (Frankreich)